# Дуна Верде (Венеција)
Дуна Верде (итал. Duna Verde) је насеље у Италији у округу Венеција, региону Венето.
Према процени из 2011. у насељу је живело 61 становника. Насеље се налази на надморској висини од 2 м.